# Ciclismo ai Giochi della XVI Olimpiade - Corsa a squadre
La corsa a squadre di ciclismo su strada dei Giochi della XVI Olimpiade si svolse il 7 dicembre 1956 a Broadmeadows, Melbourne, in Australia. La gara a squadre su strada fu decisa, per la prima volta con un sistema di punti, attribuiti in base al piazzamento dei migliori tre corridori di ogni nazione nella gara individuale.

## Ordine d'arrivo
| Pos.    | Squadra          | Corridore                                            | Pos. Ind.        | Punteggio        |
| ------- | ---------------- | ---------------------------------------------------- | ---------------- | ---------------- |
| Oro     | Francia          | Arnaud Geyre                                         | 2                | 22               |
| Oro     | Francia          | Maurice Moucheraud                                   | 8                | 22               |
| Oro     | Francia          | Michel Vermeulin                                     | 12               | 22               |
| Argento | Gran Bretagna    | Alan Jackson                                         | 3                | 23               |
| Argento | Gran Bretagna    | Stan Brittain                                        | 6                | 23               |
| Argento | Gran Bretagna    | Bill Holmes                                          | 14               | 23               |
| Bronzo  | Germania         | Horst Tüller                                         | 4                | 27               |
| Bronzo  | Germania         | Gustav-Adolf Schur                                   | 5                | 27               |
| Bronzo  | Germania         | Reinhold Pommer                                      | 18               | 27               |
| 4       | Italia           | Ercole Baldini                                       | 1                | 36               |
| 4       | Italia           | Arnaldo Pambianco                                    | 7                | 36               |
| 4       | Italia           | Dino Bruni                                           | 28               | 36               |
| 5       | Svezia           | Lars Nordwall                                        | 10               | 47               |
| 5       | Svezia           | Karl-Ivar Andersson                                  | 17               | 47               |
| 5       | Svezia           | Roland Ströhm                                        | 20               | 47               |
| 6       | Unione Sovietica | Anatoliy Cherepovych                                 | 15               | 63               |
| 6       | Unione Sovietica | Mykola Kolumbet                                      | 16               | 63               |
| 6       | Unione Sovietica | Viktor Kapitonov                                     | 32               | 63               |
| 7       | Belgio           | Norbert Verougstraete                                | 23               | 89               |
| 7       | Belgio           | Gustaaf De Smet                                      | 24               | 89               |
| 7       | Belgio           | Frans Van Den Bosch                                  | 42               | 89               |
| 8       | Colombia         | Ramón Hoyos                                          | 13               | 92               |
| 8       | Colombia         | Pablo Hurtado                                        | 39               | 92               |
| 8       | Colombia         | Jaime Villegas                                       | 40               | 92               |
| 9       | Etiopia          | Guremu Demboba                                       | 25               | 99               |
| 9       | Etiopia          | Mesfen Tesfaye                                       | 36               | 99               |
| 9       | Etiopia          | Zehaye Bahta                                         | 38               | 99               |
| -       | Australia        |                                                      | Non classificate | Non classificate |
| -       | Austria          |                                                      | Non classificate | Non classificate |
| -       | Canada           |                                                      | Non classificate | Non classificate |
| -       | Messico          |                                                      | Non classificate | Non classificate |
| -       | Pakistan         |                                                      | Non classificate | Non classificate |
| -       | Sudafrica        | Jan Hettema, Alfred Swift, Abe Jonker, Robert Fowler | Non classificate | Non classificate |
| -       | Cecoslovacchia   |                                                      | Non classificate | Non classificate |
| -       | Uruguay          |                                                      | Non classificate | Non classificate |
| -       | Stati Uniti      |                                                      | Non classificate | Non classificate |
| -       | Venezuela        |                                                      | Non classificate | Non classificate |
| -       | Vietnam del Sud  |                                                      | Non classificate | Non classificate |